# 洛巴金农村居民点
洛巴金农村居民点（俄语：Лобакинское сельское поселение）是俄罗斯联邦伏尔加格勒州苏罗维基诺区所属的一个农村居民点。其下辖有3个居民点，行政中心为洛巴金。据2016年统计，该农村居民点的人口为1387人。